# 司德維士仿刺鎧蝦
司德維士仿刺鎧蝦（学名：Munidopsis cidaris）为鎧甲蝦科仿刺鎧蝦屬下的一个种。